# Together for the First Time… Live
Together for the First Time… Live — спільний подвійний концертний альбом американських блюзових музикантів Б. Б. Кінга і Боббі Бленда, випущений у 1974 році лейблом Dunhill.

## Опис
Дует Боббі Бленда і Б. Б. Кінга був одним з найпопулярніших гастролюючих дуетів музикантів у 1970-х і 1980-х, їхній перший спільний альбом вийшов під назвою Together for the First Time… Live у 1974 році на лейблі Dunhill, дочірньому ABC Records. Обидва музиканти знаходяться у чудовій формі.
У 1974 році альбом посів 43-є місце в чарті The Billboard 200 журналу «Billboard».

## Список композицій
Сторона А
1. «3 O'Clock in the Morning» (Б. Б. Кінг, Жуль Тауб) — 3:15
2. «It's My Own Fault Baby» (Б. Б. Кінг, Жуль Тауб) — 4:13
3. «Driftin' Blues» (Чарльз Браун, Джонні Мур, Едді Вільямс) — 5:10
4. «That's the Way Love Is» (Дедрік Мелоун) — 3:51

Сторона В
1. «I'm Sorry» (Сонні Томпсон) — 9:50
2. «I'll Take Care of You» (Брук Бентон) — 3:50
3. «Don't Cry No More» (Дедрік Мелоун) — 5:37

Сторона С
1. «Don't Want a Soul Hangin' Around» (Джиммі Джонсон) — 3:52
2. Медлі — 14:00
  - «Good to Be Back Home»
  - «Driving Wheel»
  - «Rock Me Baby»
  - «Black Night»
  - «Cherry Red»
  - «It's My Own Fault Baby»
  - «3 O'Clock in the Morning»
  - «Oh, Come Back Baby»
  - «Chains of Love»
  - «Gonna Get Me an Old Woman»

Сторона D
1. «Everybody Wants to Know Why I Sing the Blues» (Дейв Кларк, Б. Б. Кінг) — 6:19
2. «Goin' Down Slow» (Джеймс Берк Оден) — 5:16
3. «I Like to Live the Love» (Дейв Кроуфорд, Чарльз Менн) — 6:00

## Учасники запису
- Б. Б. Кінг — вокал, гітара
- Боббі Бленд — вокал
- Альфред Томас, Бен Беней, Боббі Форт, Като Вокер, Чарльз Полк, Едвард Роу, Гарольд Потьє, мол., Джозеф Бертон, Лео Пенн, Луї Юбер, Джозеф Гардін, мол., Мел Браун, Мелвін Джексон, Майко Омартян, Мілтон Гопкінс, Сонні Фрімен, Рон Леві, Теодор Артур, Теодор Рейнольдс, Томмі Панксон, Вілберт Фрімен.

Технічний персонал
- Стів Баррі — продюсер
- Філ Кей — інженер
- Фред Валентайн — фотографія
- Ален Моро — ілюстрація

## Хіт-паради
Альбоми
| Рік  | Чарт              | Позиція |
| ---- | ----------------- | ------- |
| 1974 | R&B Albums        | 2       |
| 1974 | The Billboard 200 | 43      |